# Gasoline (film)
Pour les articles homonymes, voir Gasoline.
Pour plus de détails, voir Fiche technique et Distribution.
Gasoline (Benzina) est un film italien réalisé par Monica Stambrini, sorti en 2001. Il est inspiré du roman homonyme écrit par Elena Stancanelli.

## Synopsis
Stella (Maya Sansa) et Lenni (Regina Orioli) travaillent toutes les deux dans une station service. Elles sont différentes, elles sont jeunes et elles s'aiment simplement. Elles vivent un parfait amour jusqu'au jour où la mère (Mariella Valentini) de Lenni, bourgeoise surexcitée, débarque dans le seul but de détruire l'idylle de sa fille. C'est alors que tout bascule, des mots et des gestes non contrôlés finissent par tuer la mère. Stella et Lenni décident alors de fuir avec 20 millions de lires cash en poche et le cadavre de la mère dans le coffre. Les voilà dorénavant fugitives sur des routes peu fréquentables en direction de la Tunisie...

## Fiche technique
- Titre : Gasoline
- Titre original : Benzina
- Réalisation : Monica Stambrini
- Scénario : Monica Stambrini et Anne Riitta Ciccone d'après le roman d'Elena Stancanelli
- Production : Galliano Juso
- Musique : Massimo Zamboni
- Photographie : Fabio Cianchetti
- Montage : Paola Freddi
- Décors : Alessandro Rosa
- Costumes : Antonella Cannarozzi
- Pays d'origine : Italie
- Format : Couleurs - Stéréo
- Genre : Thriller
- Durée : 90 minutes
- Date de sortie :  Italie 20 novembre 2001

## Distribution
- Maya Sansa : Stella
- Regina Orioli : Lenni
- Mariella Valentini : Mère de Eleonora
- Luigi Maria Burruano : Père Gabriele
- Chiara Conti : Pippi
- Marco Quaglia : Sandro
- Pietro Ragusa : Filippo